# 아이누 혁명론
아이누 혁명론(일본어: アイヌ革命論 아이누카쿠메이론[*])은 일본 신좌파 정치사상의 하나다. 70년 안보투쟁이 끝난 직후 발흥한 궁민혁명론의 변종으로, 아이누에게 초점을 맞춘 것이다. 오타 류가 1973년 쓴 책과 행동으로 유명해졌다.
신좌파 사상이라는 데서 볼 수 있듯이, 소수민족 아이누 사이에서 솟구친 민족자결이론 같은 것이 아니다. 1970년대 초, 전공투 운동의 한계를 느끼고 있던 신좌파 활동가들 사이에서 궁민혁명론이 대두하기 시작했다. 말인즉슨 "소외된 (빈)궁민이야말로 혁명주체"라는 사상으로, 아이누 역시 그들 척도에서 "궁민" 범주에 포함되어 있었다. 또한 그들이 보기에 아이누는 원시공산제로서 생활하는 민족이기에, "공산혁명의 주역"으로 어울린다고 간주되었다.
1970년대 중반 이후 이 아이누 혁명론에 영향을 받은 것으로 보이는 테러사건이 홋카이도를 중심으로 일본 전국 각지에서 다발했지만, 이런 테러 사건 대부분은 일본인 신좌파들에 의해 감행된 것이며, 딱히 "아이누 민족운동"이라고 부를 수는 없었다. 홋카이도 구토인보호법 철폐운동 등 아이누 자주적인 민족운동이 활발해진 것도 1970년대 들어서지만, 아이누 혁명론과는 시기만 비슷할 뿐 서로 아무 관계가 없다. 오히려 대다수 아이누인들은 아이누 혁명론을 "미혹적이기 짝이 없다"고 반발하며 오타에 대한 비판을 강화했다.
1072년 아이누 해방동맹을 발족한 유키 쇼지처럼 아이누 혁명론에 동조한 일부 아이누도 있었다. 하지만 유키 오타는 나중에 아이누 혁명론이 아이누의 현실과 괴리되어 있다고 비판했고, 1974년 체포(기소유예 되었다)된 이후에는 오타와 상호 비판·모욕을 주고받았다.
이윽고 오타 류가 음모론자로 전향하면서 아이누 혁명론은 급속히 쇠퇴했다.

## 아이누 혁명론 테러사건
- 1972년 9월 20일 샤쿠샤인상 사건
- 1972년 10월 23일 후세츠 군상·북방문화연구시설 폭파사건
- 1974년 3월 9일 시라오이정 정장 습격사건
- 1974년 11월 10일 홋카이도 신궁 방화사건
- 1975년 7월 19일 홋카이도 경찰본부 폭파사건
- 1976년 3월 2일 홋카이도청 폭파사건
- 1977년 11월 2일 히가시혼간지 폭파사건

## 같이 보기
- 반일망국론

## 참고 자료
- 戦後革命運動事典編集委員会（編）, （高沢皓司、佐長史朗、松村良一ほか） (1985), 《戦後革命運動事典》, 新泉社 다음 글자 무시됨: ‘和書’ (도움말)ASIN 85037622
（『現代革命運動事典』 (流動出版昭和56年刊) の改題改訂新版）
- 《過激派事件簿40年史》, 別冊治安フォーラム, 立花書房, 2002, ISBN 978-4803714081 다음 글자 무시됨: ‘和書’ (도움말)